# باغي 3
باغي 3 (بالهندية: बाग़ी 3)‏ (بالإنجليزية: Baaghi 3)‏ هو فيلم إثارة وأكشن هندي عام 2020 من إخراج أحمد خان وإنتاج ساجد ناديوالا تحت إشراف ناديادوالا غراندسون إنترتينمنت. الفيلم، المستوحى جزئيًا من الفيلم التاميلي فيتاي، من بطولة تايجر شروف، ريتيش ديشموك وشرادها كابور في الأدوار الرئيسية. إنه الجزء الثالث من سلسلة أفلام باغي. في الفيلم، يذهب روني إلى سوريا للبحث عن شقيقه الأكبر فيكرام، الذي يتم اختطافه واحتجازه من قبل أبو جلال غزة، الإرهابي سيئ السمعة.

## الحبكة
يعيش رانفير "روني" تشاران تشاتورفيدي وشقيقه الأكبر فيكرام تشاران تشاتورفيدي حياة سعيدة في آغرة. لقد كان روني يحمي فيكرام منذ الطفولة، وخاصة بعد وفاة والدهما تشاران تشاتورفيدي. يتم عرض وظيفة على روني في IPS، لكنه يرفض بسبب وجود قضايا FIR مسجلة ضده لإنقاذ فيكرام في ورطة. روني يقنع فيكرام بتولي المهمة. على الرغم من خجله وتردده، أصبح فيكرام ضابطًا في مصلحة السجون واكتسب شهرة في وظيفته من خلال جعل روني يعاقب المشتبه بهم سراً وينقذ الضحايا من أجله. لاحقًا، يقع روني في حب سيا ويقومان بزواج فيكرام وشقيقة سيا، روتشي، من بعضهما البعض.
ذات يوم، تم تكليف فيكرام بالمغادرة إلى دمشق، سوريا، لإنجاز بعض الأعمال الورقية الروتينية. عند وصوله، يتحدث فيكرام مع روني عبر مكالمة فيديو، ولكن فجأة يتعرض للهجوم والاختطاف من قبل أتباع أرسلهم أبو جلال غزة، الإرهابي سيئ السمعة. يسافر روني وسيا إلى سوريا، حيث ترفض الشرطة المحلية مساعدتهما. يلتقون بأختر لاهوري، الذي يساعدهم في تعقب فيكرام وخاطفيه. يتوجهون إلى فندق فيكرام، بينما يبدأ رجال الشرطة في البحث عن الثلاثي. في غرفة فيكرام، يجد روني هاتف فيكرام التالف ويهرب مع سيا وأختار قبل أن تتمكن الشرطة من القبض عليهم. يتمكن الثلاثي من العثور على المهاجم، الذي يتبين أنه شقيق أبو جلال.
ويحدث مطاردة حيث يوافق المهاجم المنهك على المساعدة قبل أن يُقتل بواسطة شاحنة. يستعيد سيا هاتف المهاجم ويرسل رسالة نصية إلى أحد المجرمين المعروفين باسم إندير باهيلي لامبا المعروف باسم IPL للقاء في فندق. يصل أبو جلال غزة للانتقام لمقتل أخيه. شرطي يدعم روني ويقبض على IPL، بينما أبو جلال يهرب. خوفًا من خيانة IPL منذ اعتقاله، يأمر أبو جلال رجاله بقتله. يقوم روني ورجال الشرطة بذكاء بتنظيم سلسلة من الأحداث التي تؤدي إلى اعتقاد رجال أبو جلال بأنهم تعرضوا للخيانة من قبل IPL. بعد أن أنقذه روني من رجال أبو جلال، قرر IPL مساعدته. يقاتل روني جيش أبو جلال قبل أن يذهب لإنقاذ فيكرام والرهائن.
يضحي IPL بنفسه ويوافق أبو على تحرير الجميع، لكنه يأسر سيا. يقاتل روني رجال أبو جلال، ولكن عندما يبدأ فيكرام في الغضب لرؤية روني يتعرض للضرب بوحشية، يتوقف روني عن القتال ويتعرض للطعن، مما يتسبب في تحول فيكرام، الذي يقفز من الزنزانة ويقاتل الجميع بوحشية، ويطعن أبو جلال في النهاية بقضبان فولاذية. يحاول فيكرام وسيا إحياء روني. عندما يخرج أبو لمهاجمتهم من الخلف، يستيقظ روني ويقتله. يعود روني وسيا وفيكرام إلى أغرا ويتم تكريم فيكرام لشجاعته.

## الممثلون
- تايجر شروف في دور رانفير "روني" شاتورفيدي
  - أيان زبير رحماني في دور روني الشاب
- ريتيش ديشموك في دور المفتش فيكرام تشاتورفيدي
  - ياش بوجواني في دور فيكرام الشاب
- شرادها كابور في دور سيا ناندان
- أنكيتا لوخاندي في دور روتشي ناندان شاتورفيدي
- جميل خوري في دور أبو جلال غزة
- جايديب أهلاوات في دور إندير باهيلي لامبا (IPL)
- فيجاي فارما في دور أختر لاهوري
- ساتيش كاوشيك في منصب مفوض شرطة أغرا
- فيريندرا ساكسينا في دور رئيس الشرطة كايلاش تريباثي
- إيفان كوستادينوف في دور الزيدي جلال غزة
- ماناف جوهيل في دور عاصف علي
- سونيت مورارجي في دور المفتش شاراد كوتي
- شريسوارا في دور حفيظة علي
- دانيش بهات بدور المفتش بلال الخطيب، شرطة سوريا
- شوريا بهارادواج في دور آرون ميشرا
- إيكام بينجوي في دور جنيد علي، حفيظة وابن آصف

## روابط خارجية
- باغي 3 على موقع IMDb (الإنجليزية)
- باغي 3 على موقع قاعدة بيانات الفيلم (الإنجليزية)
- باغي 3 على موقع ليتربوكسد (الإنجليزية)
- باغي 3 على موقع كينوبويسك (الروسية)